# Cuerpo de batalla
Se llama cuerpo de batalla al grueso de un ejército que marcha entre la vanguardia y la retaguardia y que en las formaciones de batallas, es el centro de las tropas. 
En la Edad Media, se entendía por cuerpo de batalla tan solo la caballería, que constituía la fuerza principal de los ejércitos compuesta por la nobleza cuyos guerreros iban perfectamente cubiertos de hierro, pues los infantes o peones se componían de gentes del común que además de estar mal armados, peleaban con poco orden y disciplina.  